# Eddie Kohler
 (juillet 2024).
Pour les articles homonymes, voir Kohler.
Eddie Kohler est un informaticien spécialisé dans les réseaux et les systèmes d'exploitation. Il est actuellement professeur d'informatique à Harvard. Avant Harvard, il était professeur à l'Université de Californie à Los Angeles.
Kohler a cofondé Mazu Networks en 2000 et en a été le scientifique en chef jusqu'à son acquisition en 2009,. En 2006, il a été nommé l'un des 35 meilleurs innovateurs de moins de 35 ans par le magazine MIT Technology Review,. En 2014, il a reçu le prix SIGOPS Mark Weiser, un prix décerné chaque année à un chercheur qui a apporté « des contributions hautement créatives, innovantes et éventuellement à haut risque, conformément à l'esprit visionnaire de Mark Weiser ». Il est également l'auteur du logiciel de gestion de conférence HotCRP.
En 2005, Kohler (avec David Mazières) a écrit un article intitulé « Retirez-moi de votre putain de liste de diffusion » et l'a sarcastiquement soumis à une conférence dont les deux ne souhaitaient plus recevoir de communications. Des années plus tard, l’article (soumis par un autre scientifique, Peter Vamplew, à une revue technique apparemment évaluée par des pairs) a été accepté pour publication, malgré un texte absurde.

## Éducation
- Ph.D. en Génie Électrique et Informatique, 2000. Massachusetts Institute of Technology.
- Master en Génie Électrique et Informatique, 1997. Massachusetts Institute of Technology.
- Bachelier en Génie Électrique et Informatique, 1995. Massachusetts Institute of Technology.
- Bachelier en Musique, 1995. Massachusetts Institute of Technology.